# ウシノシッペイ
ウシノシッペイは、ひょろひょろと立ち上がるイネ科植物で、棒状の穂をつける。

## 特徴
ウシノシッペイ(Hemarthria sibirica (Gandog.) Ohwi)は、単子葉植物イネ科ウシノシッペイ属の植物である。湿地に生え、ひょろっとした姿の多年草である。穂は太い軸に小穂が密着して、棒状に見えるのが特徴的。名前はこの棒状の穂を牛の竹篦（しっぺい）に見立てたもの。
多少株立ちになる草で、背丈は1m程になる。地下に横に走る根茎がある。根元はやや斜めに出て、真っすぐ立ち上がり、中程より上で枝を出す。茎の節ごとに葉をつける。葉は細長く、長さ20-30cm、緑色で柔らかく、草質。
穂は茎の上の方のあちことから出て、葉腋から出る柄の先に一つずつつく。穂は長さ5-8cm、先が細くなった線形で、多数の節がある。それぞれの節には、一組ずつの小穂がつく。小穂は短い柄のあるものと、その柄の基部に着く柄のないものが二つ一組となっている。どの小穂も軸に密着している。
低湿地や河川敷など、湿った草原にまばらな群落を造る。日本では本州から九州に、国外では朝鮮半島から中国大陸に分布する。

## 小穂の構造
先述のように、穂の各節に有柄と無柄の二つの小穂が着いているが、有柄のものは柄の上部までが主軸に融合しており、無柄のものは主軸のくぼみにはまり込んでいる。二つの小穂は形はほぼ同じで、いずれも長さ5-8mmで披針形。無柄小穂の第一小花は退化し、第二小花は両性花。
なお、この種のように花序の軸に小穂がはまり込むようになっているのは、ウシノシッペイ属のほかに後述のツノアイアシ属、ハイシバやボウムギなどいくつかのイネ科に見られ、平行的に進化したもののようである。さらに、ツノアイアシ属やハイシバでは穂が節ごとに外れて散布される点でも共通している。

## 近似種
ウシノシッペイ属は旧世界の熱帯を中心に数種がある。日本本土では以下のもの以外には類似したものはない。
同属のコバノウシノシッペイ(H. compressa (L. fil.) R. Br.)は、ウシノシッペイによく似ているが、よりきゃしゃで、根元がやや匍匐する。九州から南西諸島、中国大陸南部からインドシナ、インドに分布する。
別属ではあるが、よく似たものに、沖縄県に熱帯に分布し、日本では沖縄に帰化しているツノアイアシがある。道端にはえる雑草で、真っすぐ立ち上がり、高さは1-2.5mほど。全体にウシノシッペイに似た姿であるが、よりがっしりとした植物である。穂は線形の棒状で、小穂が密着して生じる点も同じであるが、ツノアイアシでは小穂が軸にのめり込むように半ば埋まっている。また、熟すると穂が節ごとに折れてバラバラになる。ツノアイアシ属は他に世界の熱帯域に約30種がある。この種もアジア、アフリカの熱帯域が原産で、沖縄県には第二次大戦後に帰化したものである。